# Banco Central de Madagascar
El Banco Central de Madagascar (en malgache: Banky Foiben'i Madagasikara, en francés: Banque Centrale de Madagascar) es el banco central de Madagascar.

## Historia
El Banco Central de Madagascar tiene su origen en el Banco de Madagascar. En 1945, después de la creación del Territorio de Comores, se formó el Banco de Madagascar y Comoras; concurrente con la creación de muchas otras monedas de franco africano.
Después de la independencia de Madagascar de Francia en 1960, Madagascar comenzó a emitir el franco malgache (MGF), ya que las monedas de las Comoras y el Madagascar estaban separadas.
En 1973, Madagascar abandonó la zona del franco africano y el franco malgache fue declarado inconvertible por las autoridades de la Confederación Franco-africano. Las monedas y los billetes de Madagascar fueron emitidos por el Instituto de Emisión de Madagascar hasta 1974 cuando se formó el Banco Central de Madagascar. Desde 2005, el ariary malgache (MGA), emitido por el Banco Central de Madagascar, ha sido la moneda del país.

## Operaciones
El objetivo principal del Banco Central de Madagascar (BCM) es mantener una moneda estable. El Banco tendrá el derecho exclusivo de emitir la moneda nacional. Las tareas del banco también incluyen: administrar las reservas de divisas, administrar un servicio bancario para el presupuesto estatal, un banco de bancos y ejercer funciones de supervisión bancaria.